# 다니
다니(Dani, 본명: Danielle Kim, 김다니, 1999년 12월 23일 ~ )는 대한민국 걸 그룹 티아라 N4의 前 구성원이었으며 대한민국 국적과 미국 시민권이라는 이중국적이다.

## 주요 이력
1999년 12월 23일 한국계 미국인 부모 사이에서 출생하였고 생후 5개월 전후한 시기였던 2000년 6월에 부모를 따라 대한민국 서울에 입국하여 잠시 대한민국 서울에서 유아기를 보낸 적이 있는 그녀는 2000년 11월까지 일가족과 함께 대한민국 국내에서 미국인 신분으로 거주하였으며 이후 2000년 11월, 일가족과 함께 미국으로 다시 건너가면서 그 후 2006년 2월에서 2009년 2월까지 미국 초등학교 유학 생활을 하였고 2009년 2월 이후 대한민국 재입국하여 가수와 뮤지컬 연기자 관련 등의 연습생 생활을 하였다.
2015년 12월에서 2016년 4월까지 Mnet에서 방송한 《프로듀스101》에서 최종 24위로 3차 방출되었다.

## 방송 출연

### 드라마
- 《학교 2013》 - 김다니 역
- 《내겐 너무 사랑스러운 그녀》 - 이민아 역
- 《아빠니까 괜찮아》 - 연희 역

### 텔레비전 프로그램
- 《PRODUCE 101》 - 참가자

## CF
| 연도 | 기업명     | 브랜드명             | 공동 출연      | 참고 |
| ---- | ---------- | -------------------- | -------------- | ---- |
| 2016 | 제너럴밀스 | 젤리 후룻 바이 더 풋 | 김소희, 윤채경 |      |